# Dasypodidae
Famille
La famille des Dasypodidae, avec celle des Chlamyphoridae, est l'une des deux familles actuelles que contient l'ordre des Cingulata. La famille des Glyptodontidae ne contient que des taxons éteints. Cette famille comporte une sous-famille, un genre et sept espèces.

## Liste dessous-familleset desgenres
Selon Gibb et al. (2016) :
- sous-famille Dasypodinae(Gray, 1821).
  - genre Dasypus (Linnaeus, 1758).